# Calvaire-fontaine de Plésidy
Le calvaire-fontaine de Plésidy est situé à Plésidy en France.

## Localisation
Le calvaire-fontaine est situé sur le territoire de la commune de Plésidy dans le département des Côtes-d'Armor, dans la région Bretagne.

## Description
Le calvaire comporte une croix sculptée sur ses deux faces surmonte un fût à bouton, lui-même sur un petit mur en forme de pignon creusé de trois niches. Des statues garnissent l'arrière. Du côté de la fontaine, des personnages représentent une descente de la croix. De l'autre se trouve une Vierge à l'Enfant.

## Historique
Le calvaire est inscrit au titre des monuments historiques par arrêté du 11 février 1964.